# Centrale nucléaire de Shoreham
La centrale nucléaire de Shoreham, appelée aussi la centrale nucléaire de la Rivière Wading était une centrale à eau bouillante (BWR) construite par General Electric et située sur la rivière Wading, dans le comté de Suffolk sur Long Island dans l'État de New York, à 60 miles à l'est de Manhattan.

## Son histoire
- Shoreham (BWR) : d'abord 540 MWe, puis 820 MWe.

La centrale a été conçue par la Long Island Lighting Company (LILCO) et construite entre 1973 et 1984. 
Cette centrale avait une jumelle : Millstone 1 (660 MWe), commandée la même année pour Long Island Sound dans le Connecticut et mise en service en 1998.  
Après l'accident nucléaire de Three Mile Island et les protestations antinucléaires, la centrale de Shoreham a pris du retard et elle a vu ses coûts grimper jusqu'à en faire une des constructions de centrales les plus coûteuses. 
Finalement la production de cette centrale n'a jamais démarré, en raison de l'absence de signature des représentants du gouverneur de New York sur son plan d'évacuation d'urgence, et de l'absence d'autorisation par la Commission de réglementation nucléaire des États-Unis (NRC).
Les centrales nucléaires utilisent d'importantes quantités de chlore comme biocide pour tuer le biofilm et les moules et/ou huîtres  et d'autres organismes fixés qui sans cela coloniseraient une partie des circuits de refroidissement. 
Une étude faite en 1972 a porté sur l'impact de la désinfection par le chlore du système de refroidissement à eau. Elle a montré que la production primaire du phytoplancton chutait entre l'entrée et la sortie du circuit de refroidissement de la centrale où une chloration moyenne de 1 ppm avait lieu au niveau de la prise d'eau dans le milieu naturel, qui conduisait à un résidu de 0,4 ppm de chlore libre au rejet. Les effets combinés de l'élévation de température et du choc chloré provoquait une chute de 83 % de la production primaire, pour un réchauffement moyen de l'ordre de 12 °C. Peu après des effets similaires seront découverts sur le phytoplancton côtier de la Californie du sud par Frédéric Briand . 
La centrale de Shoreham a été déclassée en 1994.